# Harry Pickering
Harry Pickering, né le 29 décembre 1998 à Chester, est un footballeur britannique qui évolue au poste d'arrière gauche aux Blackburn Rovers.

## Biographie
En mars 2016, il signe son premier contrat avec Crewe Alexandra,.
En janvier 2020, il rejoint les Blackburn Rovers.